# Gößnitz (Gemeinde Maria Lankowitz)
Gößnitz ist ein Dorf sowie eine Katastralgemeinde der Marktgemeinde Maria Lankowitz im Bezirk Voitsberg, Steiermark. Der Ort war von 1850 bis 2014 eine eigenständige Gemeinde. Am 1. Jänner 2015 wurde er im Rahmen der Gemeindestrukturreform in der Steiermark mit den Gemeinden Maria Lankowitz und Salla zusammengeschlossen, die neue Gemeinde führt den Namen „Maria Lankowitz“ weiter. Die ehemalige Gemeinde hatte zuletzt 441 Einwohner.

## Ortsname und Geografie

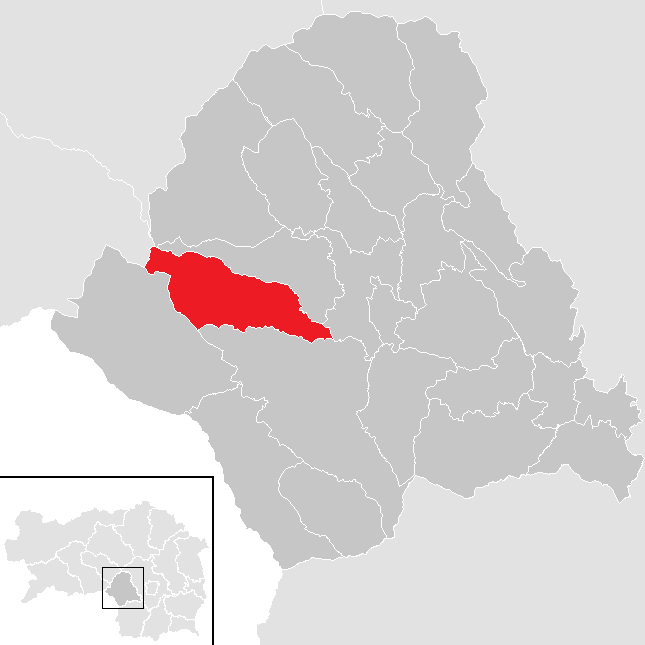
Lage der ehemaligen Gemeinde Gößnitz im Bezirk Voitsberg

Der Ortsname war ursprünglich ein slawischer Gegendname und leitet sich entweder vom slawischen koznica, was so viel wie Ziegenbach bedeutet, oder vom ebenfalls slawischen *gvozdŭ, was so viel wie Wald, Forst oder Bergwald bedeutet, ab. Das -z- viel dabei früh weg und das -zd- entwickelte sich mit der Zeit zum stimmhaften -s-.
Gößnitz liegt im südlichen und südwestlichen Teil der Marktgemeinde Maria Lankowitz, südwestlich des gleichnamigen Hauptortes, auf den Erhebungen zwischen den Tälern des Gößnitzbaches im Norden und des Frei-Gößnitzbaches im Süden. Gegen Westen steigt das Gebiet der Katastralgemeinde bis zum Höhenzug der Stubalpe hin an, wo sich mit dem 1706 Meter hohen Wölkerkogel die höchste Erhebung auf dem Gemeindegebiet von Maria Lankowitz befindet. Im Nordwesten grenzt Gößnitz auf einer kurzen Strecke an die Katastralgemeinde Salla, und im Norden befindet sich die Katastralgemeinde Kemetberg mit den beiden Streusiedlungen Oberberg und Pechgraben, wobei der Gößnitzbach den Großteil des Grenzverlaufes bildet. Im Nordosten und Osten verlaufen entlang des Gößnitzbaches die Grenzen zur Katastralgemeinde Lankowitz und der zur Stadtgemeinde Köflach gehörenden Katastralgemeinde Puchbach. Entlang des Winkel-Schleiferbaches und des Frei-Gößnitzbaches verläuft im Süden und Südosten die Grenze zur Katastralgemeinde Kreuzberg und damit auch zur Marktgemeinde Edelschrott. Im Südwesten schließt die Katastralgemeinde Hirschegg-Piber der Gemeinde Hirschegg-Pack an, wobei die Grenze hier über den 1460 Meter hohen Sprengerkogel verläuft. Am Höhenzug der Stubalpe im Westen grenzt Gößnitz an die Katastralgemeinde Reisstraße der Marktgemeinde Weißkirchen in Steiermark.
Zur Katastralgemeinde Gößnitz gehörten neben dem Dorf Gößnitz die zwei Ortschaften Niedergößnitz, welche früher der Hauptort der ehemaligen Gemeinde war, und Hochgößnitz sowie die Streusiedlungen Gößnitzwinkel, Kuhschweif und Strantzgraben und mehrere Almen. Die ehemalige Gemeinde Gößnitz bestand nur aus einer gleichnamigen Katastralgemeinde.

### Gliederung der ehemaligen Gemeinde Gößnitz
Die Gemeinde bestand aus der einzigen Katastralgemeinde Gößnitz und umfasste folgende zwei Ortschaften (in Klammern Einwohnerzahl Stand 1. Jänner 2025):
- Hochgößnitz (146)
- Niedergößnitz (236)

## Geschichte

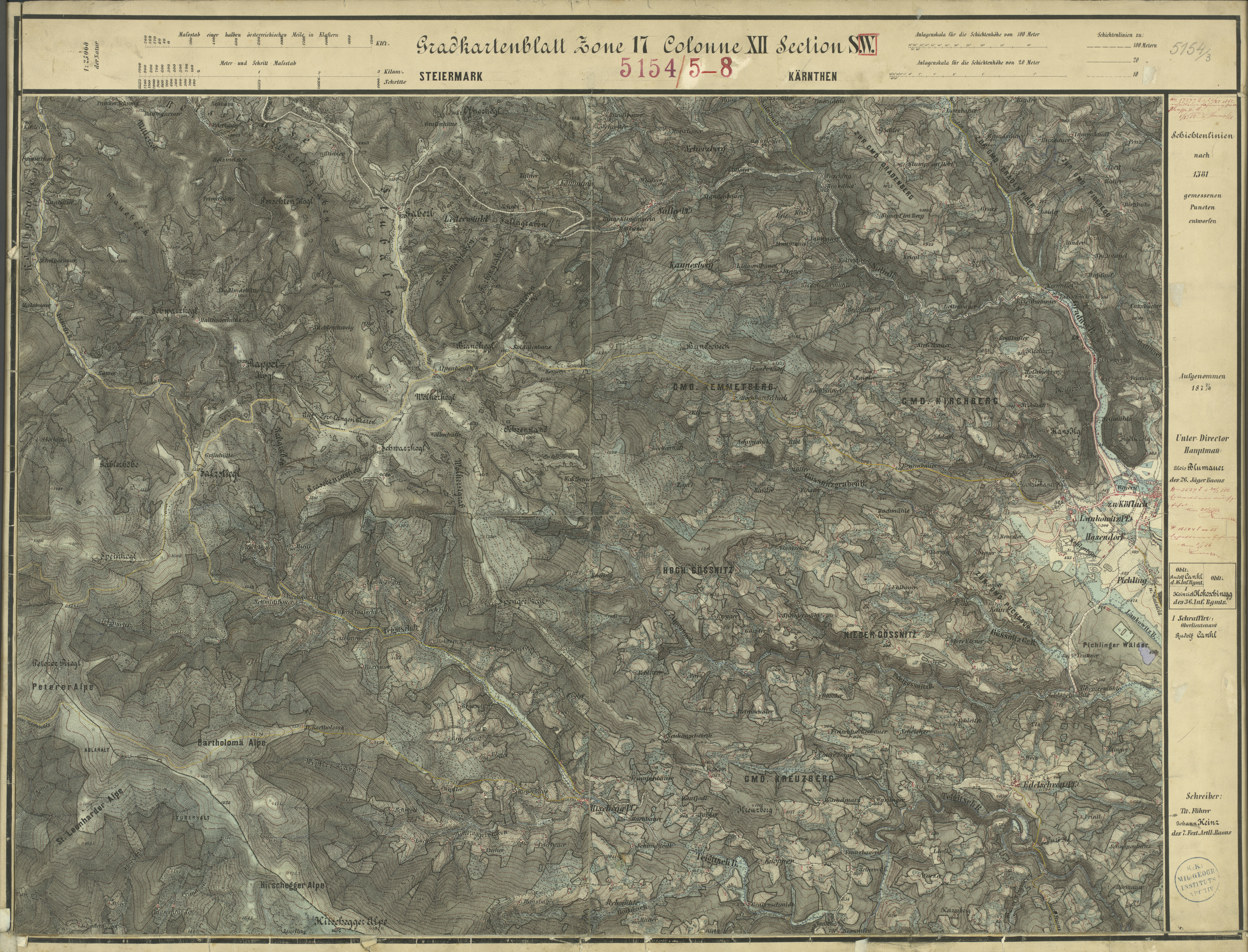
Das Gebiet von Gößnitz westlich von Köflach, Aufnahmeblatt der Landesaufnahme ca. 1878

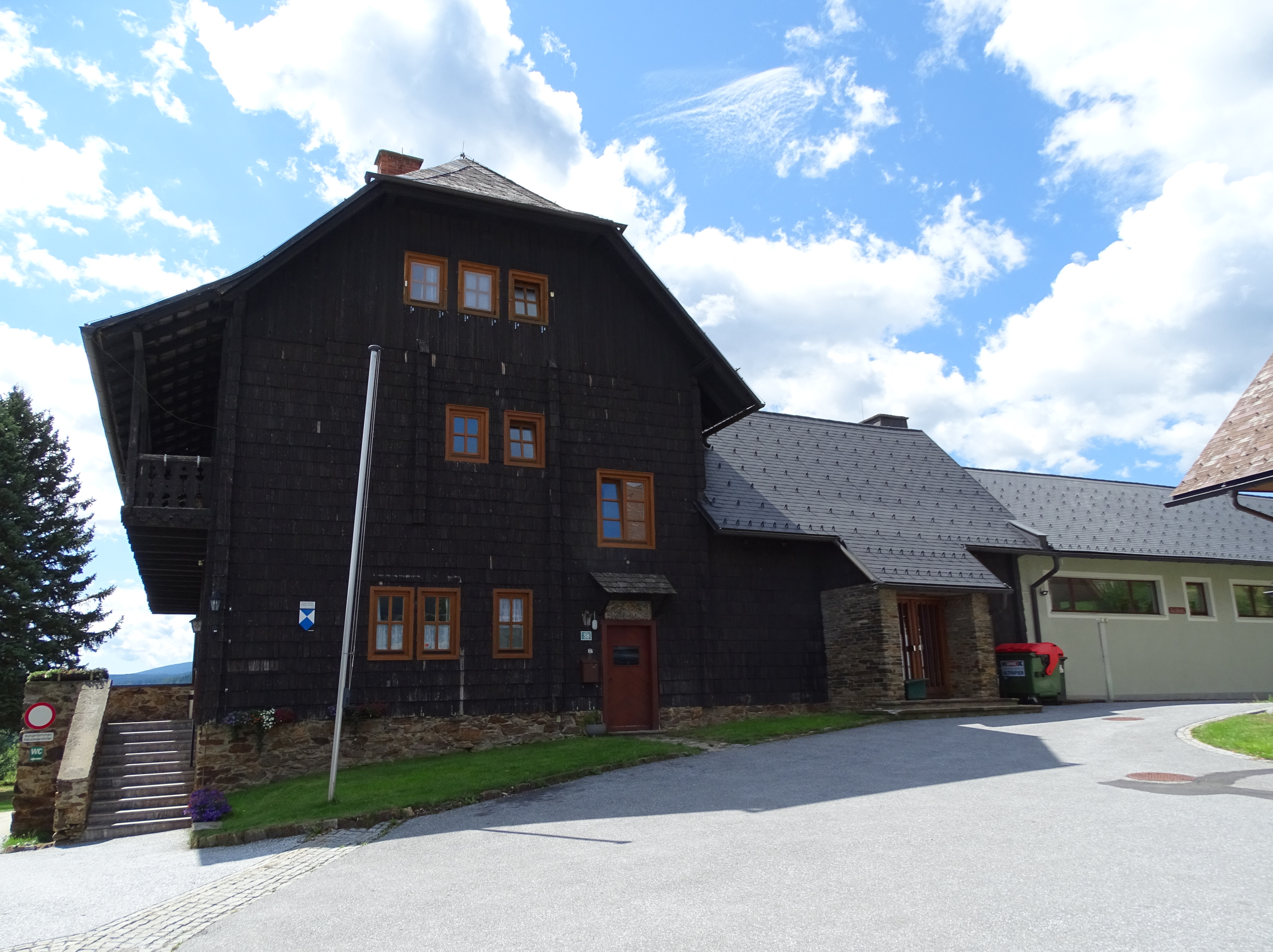
Das ehemalige Gemeindeamt von Gößnitz

Zu den ältesten Siedlungsspuren in Gößnitz zählt eine jungsteinzeitliche Rundnackenaxt, deren genauer Fundort jedoch unbekannt ist. Beim Lattenboden und der Höllimühle wurde ein bronzezeitliches Metalldepot aufgefunden, welches aus Bronzebeilen bestand. In Gößnitzberg befand sich während der römischen Kaiserzeit ein Gehöft.
Gößnitz entstand im frühen Hochmittelalter als im 11. und 12. Jahrhundert das slawisch benannte Waldgebiet gerodet und mit Einzelhöfen mit Einödfluren besiedelt wurde. Die erste urkundliche Erwähnung erfolgte im Jahr 1201 als inter rivum nomine Gosnize minorum, also als zwischen dem Bach genannt Klein-Gößnitz. Weitere Erwähnungen erfolgten zwischen 1220 und 1230 als Gosnytz, 1300 als Goeznicz, als 1383 ein Seyfrid an der Gössnizz genannt wird, sowie schließlich um etwa 1640 Gößnitz. Das Babenberger Urbar aus der Zeit von 1220 bis 1230 nennt 17 Untertanen in Gößnitz, welche alle dem Landesfürsten unterstellt waren. Im ältesten Habsburgerurbar von 1282 bis 1296 werden neben zwölf deutschsprachigen Untertanen in Gößnitz noch vier slawische Personennamen genannt, was auf eine Vermischung der Volksgruppen und großen Anteil von slawisch stämmigen Personen an der Gesamtbevölkerung schließen lässt. Auch das aus dem Jahr 1420 stammende Montforter Urbar listet mit einem Rebernik noch einen slawischen Namen auf. Da die Untertanen in Gößnitz zum Stift St. Lambrecht gehörten, waren sie vom Marchfutter befreit und wurden deshalb auch nicht im Marchfutterurbar von 1265 genannt.
Herrand II. von Wildon gehörten 1278 neben der Primaresburg bei Maria Lankowitz auch noch Besitzungen in Gößnitz. Die Hanauer hatten im Jahr 1343 mehrere Besitzungen im Gebiet, und im Jahr 1400 wurde Hans Gradner vom Abt des Stiftes St. Lambrecht mit mehreren Gütern in der Gößnitz belehnt. In der Zeit um 1420 gehörten den Grafen von Montfort elf Huben in Gößnitz, welche sie aus dem Nachlass der Herren von Wildon erhalten hatten. Die Huben, welche die Hollenegger bereits vor 1444 besaßen, gingen teilweise an die Kirche Piber, und die Holleneger erwarben vor 1468 mehrere Besitzungen der Stadecker und deren Nachfolger, der Stubenberger. Die Einwohner von Gößnitz gehörten bis 1848 zu verschiedenen Grundherrschaften, so etwa zu den Herrschaften Krems, Lankowitz und Paradeis sowie zum Amt Weyern der Herrschaft Greißenegg, dem Amt Piberstein der Herrschaft Kleinkainach, dem Amt Gößnitz der Herrschaft Obervoitsberg, dem Amt Gößnitz der Herrschaft Piber und dem Amt Gößnitz der Herrschaft Reiteregg. Der Zehent war an die Herrschaft Obervoitsberg zu entrichten, und das Marchfutter wurde mit dem Stiftungsbrief von Hedwig von Pernck vom 28. November 1441 der Perneckerstift am Zwölfbotenaltar des späteren Grazer Domes geliefert.
Es gab ab dem 16. Jahrhundert eine als Mautstelle diente Hube in Gößnitz, welche durch den 1578 und 1609 genannten Cuenrad an der Maut belegt ist. Johann Graf Balthasar von Wagensperg verpachtete 1686 die Maut beim Alten Almhaus an Jacob Schmidt, welcher dafür das Gebäude sowie die Mautstelle instand halten musste. Ein ausgedehnter Handel der Gößnitzer Bauern mit Ochsen ist zumindest für das Jahr 1685 belegt, wobei sie die Tiere auch über die Pack und das Mautamt von Preitenegg bis in Ausland handelten. Bis um 1753 gab es mit dem 28,5 Litern fassenden Gösnitzer Görz ein eigenes Hohlmaß für Getreide.
Um 1840 wurde beim Schweighoferschen Hammerwerk Holzkohle produziert, und um 1880 gab es zehn Maut- und acht Hausmühlen sowie drei Sägen und drei Stampfen in Gößnitz. Im Jahr 1850 wurde mit der Konstituierung der freien Gemeinden die eigenständige Gemeinde Gallmannsegg gegründet. Eine Zusammenlegung mit der Gemeinde Maria Lankowitz wurde 1919 abgelehnt. Im Jahr 1920 wurde an einem unbenannten Bach die Licht- und Kraftanlage Niedergößnitz der Licht- und Kraftgenossenschaft Nieder-Gößnitz errichtet, welche vorerst nur sechs Bauernhöfe mit Strom versorgte. Die 1923 gegründete Licht- und Kraftgenossenschaft Hoch-Gößnitz baute 1924 die beim Sägewerk Krammer gelegene Mühle Timmerer zur Stromerzeugung aus. Ab den Beginn der 1930er Jahre begann der Wintersport und damit auch der Fremdenverkehr in Gößnitz Einzug zu halten, als man begann, die als Gmoa bezeichnete Gemeindewiese zum Schifahren und die Gmoahütte zum Übernachten zu nutzen. Nach der Schaffung eines Ortsnetzes wurde der Großteil von Gößnitz ab Beginn der 1950er Jahre vom E-Werk Köflach aus mit Strom versorgt. Am 29. Mai 1960 wurde das neue Almhaus der Weidegenossenschaft Gößnitz eingeweiht.
Die neue Volksschule der Gemeinde in der Ortschaft Niedergößnitz wurde am 13. Mai 1965 eröffnet. Am 3. Mai 1999 bekam Gößnitz ein eigenes Gemeindewappen mit Wirkung vom 1. Juni 1999 verliehen. Am 1. Jänner 2015 wurde Gößnitz im Rahmen der Gemeindestrukturreform mit den beiden Gemeinden Maria Lankowitz und Salla zur neugeschaffenen Gemeinde Maria Lankowitz zusammengeschlossen.

## Kultur und Sehenswürdigkeiten

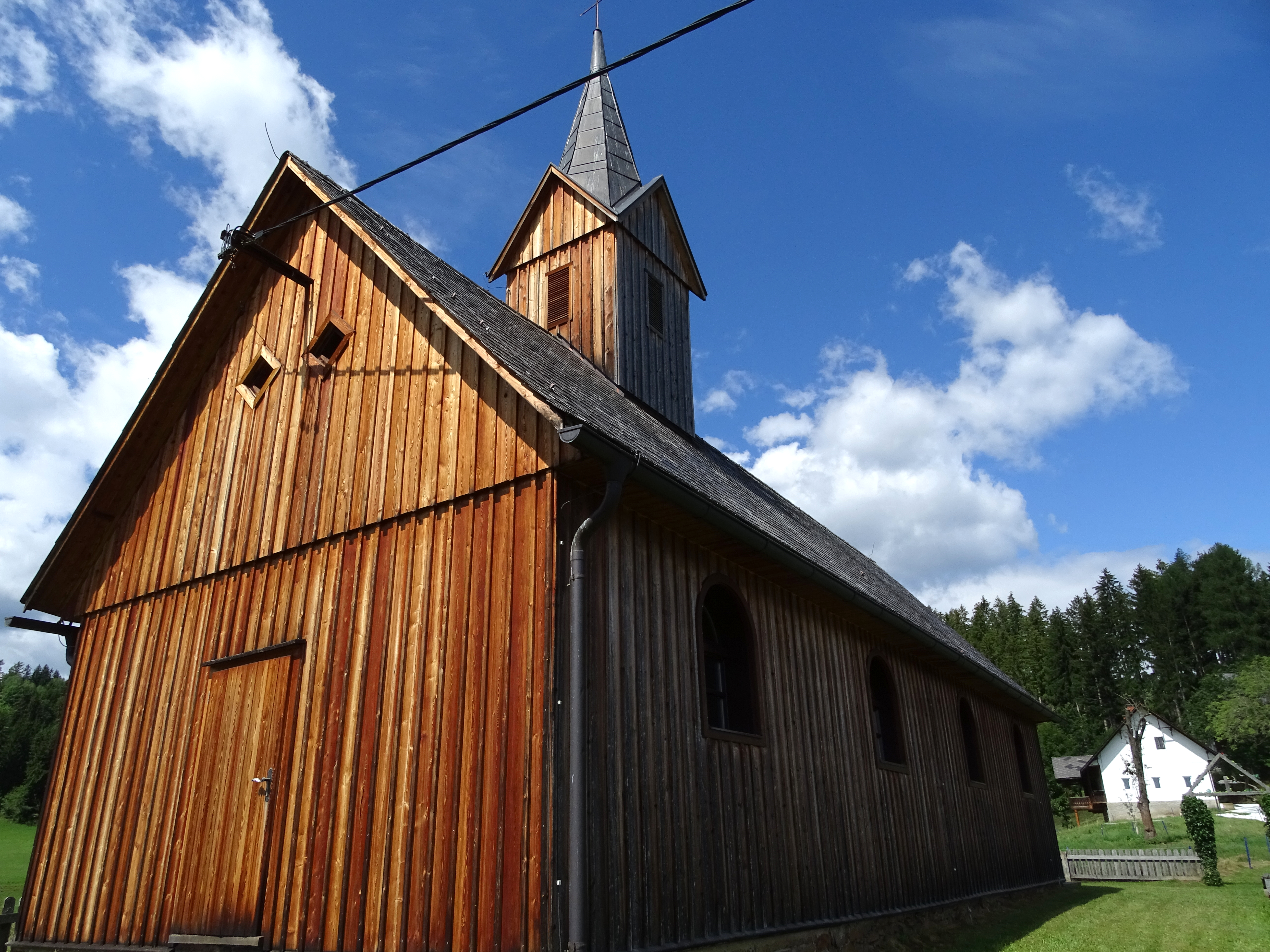
Die Herz-Jesu-Schulkirche in Gößnitz

In Gößnitz gibt es insgesamt zwei denkmalgeschützte Bauwerke, das ehemalige Gemeindeamt und die Herz-Jesu-Schulkirche. Die Kirche wurde zwischen 1945 und 1949 als Holzbau auf dem Grund des Lorderbauern errichtet. Sie hat einen sechs Meter breiten und zwölf Meter langen Grundriss mit einem vier Meter tiefen Chor sowie einem zwei Meter breiten und drei Meter langen Vorbau. Die Einweihung des Kirchenbaues geschah am 14. August 1949 durch den Weihbischof Leo Pietsch. Der Kirchturm trägt zwei am 17. September 1950 geweihte Glocken. Der Altar wurde von Josef Hafner aus Kirschenholz geschaffen, und die aus Ahornholz gefertigten Kerzenleuchter stammen vom Zirri-Hans. Die am 26. Februar 1950 eingeweihten Kreuzwegbilder wurden von Johann Regner, dem früheren Inhaber der Buchhandlung Styria in Graz, gespendet. Die Herz-Jesu-Statue war ein Geschenk der Pfarre Maria Lankowitz und befand sich früher im Besitz des Höllerhansl.
Das Gaststubentheater Gößnitz, bekannt für seine unkonventionellen Theaterstücke, ist hier beheimatet.

## Wirtschaft und Infrastruktur
Gößnitz ist landwirtschaftlich geprägt, wobei auch die Almwirtschaft eine gewisse Rolle spielt. Früher war vor allem der Auftrieb von Ochsen auf die Almen von Bedeutung.

### Bildung
Die Kinder von Gößnitz besuchen die Volksschule in Niedergößnitz.

## Politik

### Gemeinderat
Der Gemeinderat bestand bis Ende 2014 aus neun Mitgliedern und setzte sich seit der Gemeinderatswahl 2010 aus Mandataren der folgenden Parteien zusammen:
- 6 ÖVP
- 3 SPÖ

### Wappen
Die Verleihung des von Heinrich  Purkarthofer entworfenen Gemeindewappens erfolgte am 3. Mai 1999 mit Wirkung vom 1. Juni 1999.

Die Blasonierung (Wappenbeschreibung) lautet wie folgt: „In Gold wachsend vier mit roten Rosen und roten Bändern geschmückte, paarweise auswärts gekehrte blaue Hellebarden.“
Die Darstellung des Wappens verweist auf die örtliche Tradition das bei feierlichen Prozessionen, wie etwa zu Fronleichnam, vier Burschen aus dem Ort mit Blumen und Bändern verzierte Hellebarden tragen. Dieser Brauch geht vermutlich auf die Wiedereinführung der Fronleichnamsprozessionen unter Erzherzog Karl II. am Ende des 16. Jahrhunderts zurück. Die Hellebarden sind wahrscheinlich als Schutzsymbol gegen die Protestanten aufzufassen.